# Danganronpa
Danganronpa (jap. ダンガンロンパ)  – seria gier komputerowych stworzona przez Spike Chunsoft. Obejmuje trzy główne tytuły, jedną grę poboczną, liczne mangi i powieści oraz dwie serie anime. Pierwszą grę w serii wydano 25 listopada 2010 roku.
Nazwa „Danganronpa” jest połączeniem dangan (弾丸, pocisk) oraz ronpa (論破, obalić).
Akcja gier opiera się na zmaganiach grup licealistów, którzy są zmuszeni do zabicia się nawzajem w taki sposób, by pozostali uczniowie nie byli w stanie zdecydować, kto jest mordercą.

## Fabuła
Seria toczy się w elitarnym liceum Akademii Szczytu Nadziei, które co roku wybiera „Ostatecznych” uczniów (jap. 超高校級 chō-kōkō-kyū; dosł. „na poziomie superlicealnym”)  – utalentowanych licealistów, którzy znajdują się w elicie swojej dziedziny, a także jednego „Ostatecznego Szczęściarza” wylosowanego w loterii.
W grze Danganronpa: Trigger Happy Havoc Makoto Naegi, przeciętny uczeń wylosowany do dołączenia do Akademii Szczytu Nadziei, przyjeżdża do szkoły, gdzie traci przytomność i zostaje uwięziony wraz z czternastoma innymi uczniami. Sadystyczny, zdalnie sterowany miś Monokuma ogłasza, że uczniowie będą musieli zamieszkać w szkole na zawsze. Oferuje tylko jeden sposób na opuszczenie szkoły: zamordowanie innego ucznia i uniknięcie tego konsekwencji. Gdy ktoś odkryje miejsce zbrodni, rozpoczyna się „rozprawa klasowa” (jap. 学級裁判 gakkyū saiban), w którym pozostali uczniowie muszą wspólnie ustalić tożsamość mordercy. Jeśli uda im się to zrobić, tylko winowajca zostanie poddany egzekucji. Jeśli jednak zgadną niepoprawnie, sprawca będzie mógł opuścić szkołę, a wszyscy inni zostaną poddani egzekucji.
Druga część, Danganronpa 2: Goodbye Despair, rozgrywa się na tropikalnej wyspie znanej jako Jabberwock (jap. ジャバウォック島 Jabawokku-tō). Hajime Hinata, uczeń Hope's Peak Academy, który nie pamięta swojego supertalentu, wraz z piętnastoma innymi uczniami zostaje zabrany na wyspę przez królika o imieniu Usami. Usami twierdzi, że jest to wycieczka terenowa, mająca pomóc uczniom w zaprzyjaźnieniu się. Jednak wkrótce pojawia się Monokuma, zmieniając wycieczkę w morderczą grę.
Danganronpa Another Episode: Ultra Despair Girls ma miejsce pomiędzy wydarzeniami z dwóch pierwszych gier. Opisuje przygody młodszej siostry Makoto, Komaru Naegi, w towarzystwie Toko Fukawy. Wspólnie wędrują przez miasto opanowane przez zwolenników Monokumy, walcząc przeciwko grupie morderczych dzieci, które nazywają siebie Wojownikami Nadziei.
Serial anime, Danganronpa 3: The End of Hope's Peak High School, dopowiada resztę historii Hope's Peak Academy. Serial podzielony jest na dwie części: Strona Przyszłości, która jest sequelem do gry Goodbye Despair oraz Strona Rozpaczy, która jest prequelem do gry Trigger Happy Havoc. W Stronie Przyszłości Makoto, Kyoko i Aoi oraz członkowie Future Foundation zostają zmuszeni do kolejnej morderczej gry przeciwko sobie. W Stronie Rozpaczy Chisa Yukizome, absolwentka Hope's Peak, przyjmuje stanowisko wychowawcy w tej szkole, aby mieć oko na podejrzane działania władz szkoły.
Danganronpa V3: Killing Harmony stanowi początek nowej historii, odrębnej od poprzednich części. Akcja ma miejsce w opuszczonej szkole zwanej „Ultimate Academy for Gifted Juveniles”. Główna bohaterka, Kaede Akamatsu, zostaje uwięziona w szkole wraz z innymi uczniami i zmuszona do udziału w kolejnej morderczej grze Monokumy. Monokumie towarzyszy tym razem pięcioro jego dzieci, Monokubów.

## Rozgrywka
Rozgrywka w grach głównej serii podzielona jest na dwie główne części: Szkolne Życie i Proces Klasowy. Szkolne Życie ma typowy styl powieści wizualnej, podczas gdy gracze eksplorują szkołę, rozmawiają z innymi postaciami i podążają za fabułą. Podczas wyznaczonych sekcji „Czas wolny” gracze mogą porozmawiać z wybraną przez nich postacią, dowiedzieć się czegoś o niej oraz zdobyć nowe umiejętności, które mogą im pomóc w Procesie Klasowym. Szkolne Życie jest dodatkowo podzielone na dwie części: Życie Codzienne, w którym historia zwyczajnie się rozwija, a także Śmiertelne Życie, w którym gracze muszą szukać poszlak związanych z morderstwem.
Proces Klasowy jest głównym trybem rozgrywki w tej serii. W nim uczniowie dyskutują między sobą, kto jest mordercą. Zawiera to różne rodzaje mini-gier, z których najczęstszą jest Ciągła Debata. Wówczas postacie automatycznie będą omawiać sprawę, a gracz musi wykryć sprzeczności w ich wypowiedziach i strzelić do nich za pomocą „Pocisków Prawdy” zawierających odpowiednią poszlakę. Pozostałe typy rozgrywki to między innymi strzelanie w litery, aby przeliterować wskazówkę, wciskanie w rytm odpowiednich przycisków żeby wygrać spór z odpowiednią osobą, a na koniec stworzenie komiksu rekonstruującego morderstwo.
Danganronpa Another Episode: Ultra Despair Girls, w przeciwieństwie do gier głównej serii, to strzelanka trzecioosobowa, w której główna bohaterka, Komaru, używa megafonu do wydawania poleceń elektronicznym przedmiotom, takich jak Roboty-Monokumy i przełączniki.
Danganronpa: Unlimited Battle to gra akcji, w której gracze używają ekranu dotykowego, by zaatakować wrogów drużyną czterech postaci z Danganronpy.

## Lista gier

### Główna seria
- Danganronpa: Trigger Happy Havoc (2010) (PlayStation Portable, Android, iOS, PlayStation Vita, Microsoft Windows, OS X, Linux, PlayStation 4)
- Danganronpa 2: Goodbye Despair (2012) (PlayStation Portable, Android, iOS, PlayStation Vita, Microsoft Windows, OS X, Linux, PlayStation 4)
- Danganronpa V3: Killing Harmony (2017) (PlayStation 4, PlayStation Vita, Microsoft Windows)

### Pozostałe
- Danganronpa: Monokuma Strikes Back (2012) (Android, iOS)
- Danganronpa Another Episode: Ultra Despair Girls (2014) (PlayStation Vita, PlayStation 4, Microsoft Windows)
- Danganronpa: Unlimited Battle (2015) (iOS, Android)
- Cyber Danganronpa VR: The Class Trial (2016) (PlayStation VR)
- Danganronpa S: Ultimate Summer Camp (2021) (Nintendo Switch, PlayStation 4, Android, Microsoft Windows, iOS)